# Trichterwolke
Unter einer Trichterwolke, nach dem englischen Begriff auch Funnel oder Funnel cloud genannt, versteht man den sichtbaren Teil einer rotierenden Luftsäule mit einer mehr oder weniger vertikalen Rotationsachse.

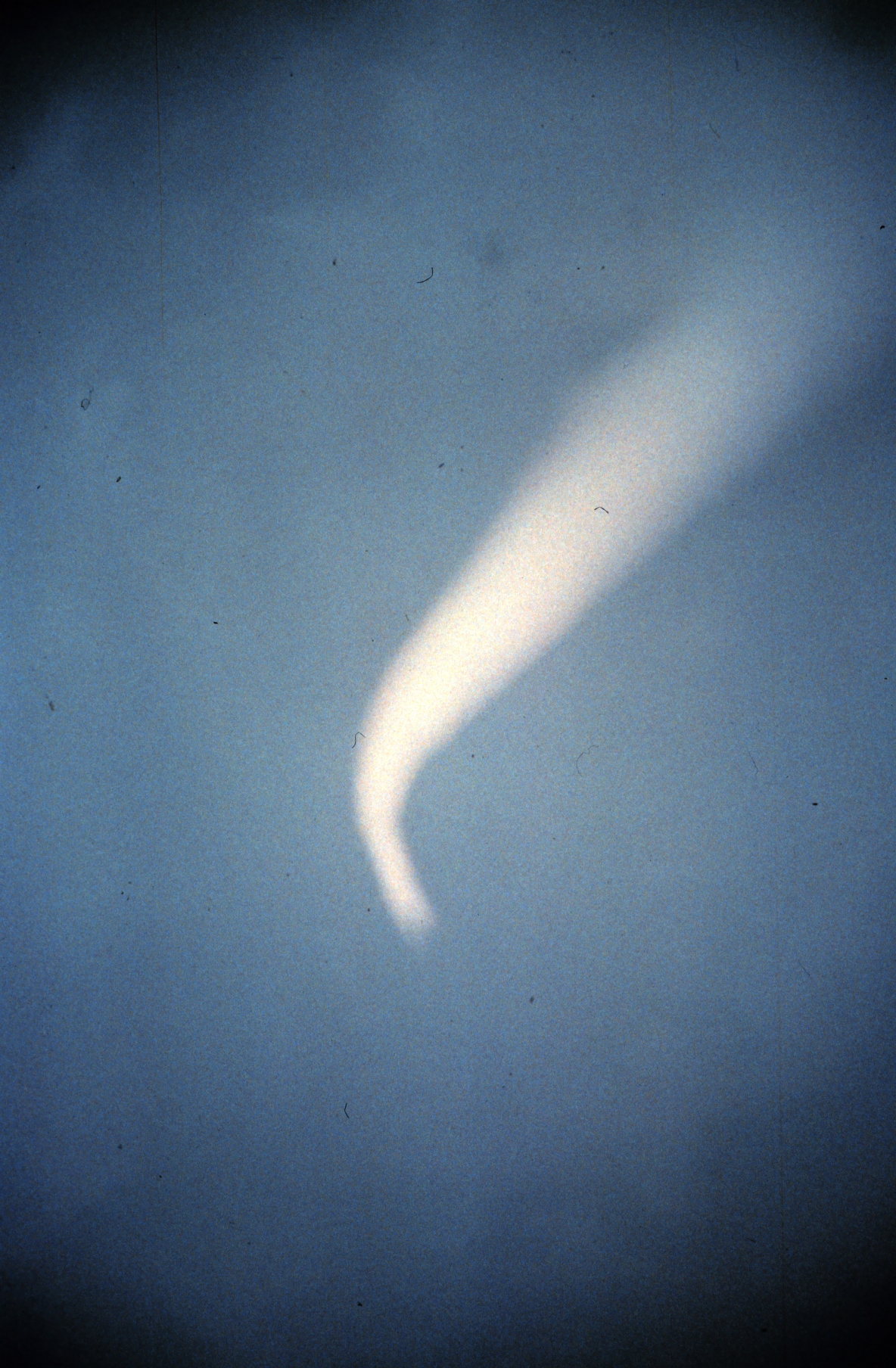
Trichterwolke

Sie erstreckt sich meist als konus- oder nadelförmiges Wolkengebilde im Aufwindbereich einer Schauer- oder Gewitterzelle nach unten. Gelegentlich werden sie auch an niederschlagsfreien Cumuluswolken beobachtet. Bei Superzellen entstehen sie häufig unterhalb bzw. in der Nähe einer Mauerwolke (engl. Wallcloud).

## Abgrenzung
Eine Trichterwolke bezeichnet im Unterschied zu einem Tornado per Definition nicht den kompletten Wirbel, sondern nur dessen sichtbaren Teil. Der Wirbel selbst setzt sich unterhalb der Trichterwolke nach unten fort und kann daher auch jederzeit in einen Tornado übergehen. Wichtig dabei ist, dass die durchgehende Rotation nicht optisch durch einen „Wolkenschlauch“ erkennbar sein muss, um zu bestehen. Sobald sich unter einer Trichterwolke also Verwirbelungen bzw. Schäden am Boden zeigen, handelt es sich um einen Tornado.